# Jaba
Jaba är ett vattendrag i Ungern.   Det ligger i provinsen Somogy, i den västra delen av landet, 100 km sydväst om huvudstaden Budapest.